# Heinrich Herbert
Paul Michael Heinrich Herbert (* 31. März 1872 in Hermannstadt, Siebenbürgen; † 16. Dezember 1956 in Wehrda bei Marburg) war ein deutscher Bauingenieur österreich-ungarischer Herkunft und Fachschul-Lehrer, der als Direktor der Baugewerkschulen in Idstein und Erfurt wirkte.

## Familie und Privates
Herbert war ein Sohn des Hermannstädter Gymnasialprofessors Alfred Berthold Heinrich Herbert und dessen Ehefrau Pauline Herbert geb. von Merra. Er wuchs im siebenbürgischen Hermannstadt auf. Am 12. Oktober 1903 heiratete Herbert in Stettin Anna Emilie Glaubitz. Die Ehe blieb kinderlos. Anna Herbert starb 1911 in Kassel, Herbert heiratete nicht wieder.

## Ausbildung und Beruf
Seinen ersten Unterricht erhielt Herbert zwischen 1878 und 1882 an einer Privatschule. Ab 1882 besuchte er das deutsche evangelische Gymnasium seiner Heimatstadt und legte dort am 4. Juli 1890 das Abitur ab. Anschließend leistete er seinen Militärdienst als Einjährig-Freiwilliger beim k.u.k. Feldartillerieregiment Nr. 12 in Hermannstadt ab. Per 1. Januar 1892 wurde Herbert zum Leutnant der Reserve der k.u.k. österreich-ungarischen Armee ernannt. Ab dem Wintersemester 1891 studierte er Bauingenieurwesen an der Eidgenössischen Polytechnischen Schule Zürich, die er am 16. März 1895 mit dem Diplom abschloss. Nach mehrjähriger praktischer Tätigkeit als Ingenieur bei der Maschinenbau-AG Nürnberg, der Straßenbahn Hannover AG und der Generalagentur von François Hennebique in Frankfurt am Main trat er am 1. Oktober 1899 als Probelehrer an der Baugewerkschule Stettin in den preußischen Schuldienst ein. Zum 1. Juni 1901 erfolgte die Ernennung zum etatsmäßigen Baugewerkschullehrer. Herbert war bereits zum Oberlehrer befördert worden, als er auf eigenen Wunsch zum 1. Oktober 1905 an die Baugewerkschule Kassel versetzt wurde. Am 16. Juli 1909 wurde Herbert an der philosophischen Fakultät der Georg-August-Universität Göttingen promoviert. Nachdem der bisherige Leiter der Baugewerkschule Idstein, Carl Wagener, in den Ruhestand getreten war, wurde Herbert zum 1. Oktober 1912 zunächst interimistisch und im Folgejahr endgültig als dessen Nachfolger bestellt. Am 22. Juni 1915 gemustert und zunächst als Leutnant zu verschiedenen Ersatzeinheiten des Deutschen Heeres eingezogen, wurde er per 6. September 1916 zum Ingenieurkomitee nach Berlin abkommandiert. Bereits am 17. Juli 1917 erfolgte jedoch seine Beurlaubung vom Militärdienst, um interimistisch die Aufgaben des Gewerbeschulrats für den Regierungsbezirk Wiesbaden und bald darauf auch für den Regierungsbezirk Köln und den Regierungsbezirk Aachen zu übernehmen. Im Jahr 1920 erhielt er die neu eingeführte Amtsbezeichnung eines Oberstudiendirektors und wurde 1921 an die Baugewerkschule Erfurt versetzt. Einer zum 1. Oktober 1928 geplanten Versetzung zur Baugewerkschule Buxtehude entzog er sich durch Beantragung der Versetzung in den Ruhestand, der zum 31. Dezember 1928 stattgegeben wurde. Von 1931 bis zu seinem Tod lebte er in Wehrda.

## Ehrungen
- 20. März 1912: Verleihung des Charakters eines Professors
- 21. Dezember 1914: Ernennung zum Rat 4. Klasse
- 18. Dezember 1917: Verleihung des Verdienstkreuzes für Kriegshilfe[2]

## Schriften
- Über den Zusammenhang der Biegungselastizität des Gußeisens mit seiner Zug- und Druckelastizität. (Dissertation, Philosophische Fakultät der Georg-August-Universität Göttingen) Verlag A. W. Schade, Göttingen 1909. (auch veröffentlicht in: Mitteilungen über Forschungsarbeiten auf dem Gebiete des Ingenieurwesens, insbesondere aus den Laboratorien der technischen Hochschulen, Band 89, Springer Verlag, Berlin 1910, S. 39–81)